# 普里維利涅 (比洛沃德西克區)
49°13′8″N 39°24′11″E / 49.21889°N 39.40306°E
普里維利內（烏克蘭語：Привільне）是位於烏克蘭東部的村莊，由盧甘斯克州舊比利斯克區的比洛沃茨克市鎮負責管轄。該村始建於1956年，面積1平方公里，海拔高度191米，2001年人口121，人口密度每平方公里121人。